# Авантюрист! Авантюрист!
„Авантюрист! Авантюрист!“ (на английски: Breaker! Breaker!) е американски екшън от 1977 г., с участието на Чък Норис. Лентата е част от популярния през 70-те жанр trucker/CB craze.
Шофьор на камион (Норис) търси по-малкия си брат, който е изчезнал в град, държан от корумпиран съдия (Джордж Мърдок).
Филмът е типичен за екшън жанра: има много действия, преследване с автомобили и бойни сцени. Притежава и известна доза хумор. Полската кино-енциклопедия Video ’90 (излязла на българския пазар под заглавието Енциклопедия за Кино, Видео и Телевизионни филми) оценен лентата с две звезди и го класифицира като добър филм, няма да съжалявате ако го гледате. Но в Leonard Martin's 2011 Movie Guide му е дадена най-ниската оценка и е описан като глупав и евтин екшън.
Авантюрист! Авантюрист! е разпространен на VHS носител и DVD диск. Продукта е категоризиран като неподходящ за деца.